# Wallington (New Jersey)
Pour les articles homonymes, voir Wallington.
Wallington est un borough situé dans le comté de Bergen dans l'État du New Jersey. En 2010, sa population est de 11 335 habitants.

## Démographie
Selon l'American Community Survey, pour la période 2011-2015, 38,49 % de la population âgée de plus de 5 ans déclare parler l'anglais à la maison, 36,00 % déclare parler le polonais, 11,86 % l'espagnol, 1,79 % l'arabe, 1,74 % le serbo-croate, 1,37 % l'hindi, 1,07 % le gujarati, 0,99 % l'italien, 0,95 % une langue chinoise, 0,74 % le russe, 0,65 % le tagalog, 0,47 % le français et 3,87 % une autre langue.